# D.J. Davidson
Devonta Davidson (Mesa, Arizona, 19 de septiembre de 1997) más conocido como D.J. Davidson, es un jugador profesional estadounidense de fútbol americano que se desempeña en la posición de defensive tackle en New York Giants, equipo de la National Football League (NFL).

## Carrera
Fue seleccionado en la quinta ronda en la Reunión Anual de Selección de Jugadores de la NFL de 2022. Hizo su debut profesional con el equipo New York Giants, donde lleva jugando dos temporadas.